# Shadow of the Vampire
Shadow of the Vampire ist ein Horrorfilm aus dem Jahre 2000. Der Film ist eine Hommage an Friedrich Wilhelm Murnaus Werk Nosferatu – Eine Symphonie des Grauens.

## Handlung
Der deutsche Filmregisseur Friedrich Wilhelm Murnau plant im Berlin der 20er Jahre den Dreh seines Horrorfilms Nosferatu in Osteuropa. Der Film soll möglichst authentisch werden. Deshalb hat Murnau einen Darsteller für die Figur des Vampirs engagiert, der angeblich ein Schüler Stanislawskis ist und das Method Acting betreibt, sich also komplett in die Rolle des Graf Orlok hineinversetzt und nur kostümiert und geschminkt erscheint. In Wahrheit ist Max Schreck, der angebliche Schauspieler, ein echter Vampir, was die Filmcrew aber nicht weiß. Schreck soll als Gage für seine Leistungen das Blut der Hauptdarstellerin Greta Schröder bekommen. Doch während der Dreharbeiten kann Schreck seine Gier nach Blut nicht kontrollieren und fällt den Kameramann Wolfgang Müller an. Durch die seltsame Krankheit des Kameramannes muss der Dreh unterbrochen werden, da Murnau nach Berlin zurück muss, um sich um einen Ersatz zu kümmern. In dieser Drehpause unterhalten sich Produzent Grau und Drehbuchautor Galeen mit Max Schreck. Sie befragen ihn und er erzählt, wie er zum Vampir wurde. Grau und Galeen sind erschüttert, nehmen aber immer noch an, dass die Exzentrik Schrecks auf sein Method Acting zurückzuführen ist.
Der Regisseur kehrt mit Fritz Arno Wagner, dem neuen Kameramann, zurück. Bei der Fortsetzung der Dreharbeiten fällt Schreck wieder nacheinander die Mitglieder der Filmcrew an und niemand bekommt etwas mit. Jedoch bemerkt Galeen, wer sich hinter der Maske des Grafen Orlok wirklich verbirgt. Aber Schreck saugt auch ihm das Blut aus und Galeen verfällt in die gleiche Trance wie alle anderen. Mittlerweile erkennt auch Murnau, was er mit seinem angeblichen Schauspieler angerichtet hat und dass dieser nicht unter Kontrolle zu bringen ist. Er gesteht der Filmcrew, wer Max Schreck wirklich ist. Da aber alle am Drehort festsitzen, ist keine Möglichkeit zur Flucht gegeben. So bleibt ihnen nur übrig, dass sie den Film zu Ende drehen und Greta das Opfer für Schreck werden soll. Während einer Szene wird Greta dann tatsächlich vor laufender Kamera von Schreck ausgesaugt sowie Grau und Wagner von ihm umgebracht. Schließlich schafft es die restliche Filmcrew, Schreck dem Tageslicht auszusetzen und ihn dadurch zu vernichten. Währenddessen dreht Murnau unbeirrt weiter und nutzt diese realen Szenen für den Film.

## Hintergrund
- Der Film Shadow of the Vampire bezieht sich in seiner Handlung auf den Filmdreh von Friedrich Wilhelm Murnaus Stummfilm Nosferatu – Eine Symphonie des Grauens.
- Drehorte für den Film waren u. a. der Johannisberg in Dudelange, Burg Brandenbourg und die Burg Vianden.

## Kritiken
„Eine atmosphärisch geschickt stilisierte Hommage an Friedrich Wilhelm Murnau und seinen legendären Film aus dem Jahr 1921/22, zugleich eine Reflexion über das Filmemachen sowie den Willen zur Kunst, wobei sich der Film auf bemerkenswerte Weise darum bemüht, die ethische Dimension der Kunst in den Mittelpunkt zu stellen.“

„Nach seinem Erstlingswerk ‚Begotten‘ taucht Theater-Regisseur Elias Merhige erneut in skurrile Gefilde. Hier erzählt er eine fiktive Geschichte mit realem Hintergrund. Mit beeindruckenden Bildern lässt der Regisseur die damalige Zeit noch einmal aufleben und rekonstruiert sozusagen die möglichen Zustände der Dreharbeiten zu dem Horrorklassiker ‚Nosferatu‘. Dabei werden aber auch humoristische Momente nicht ausgelassen. Willem Dafoe gibt als Blutsauger Max Schreck eine wunderbare Vorstellung und wurde für seine Leistung für einen Oscar nominiert. Für Filmfreaks ist dies ein wahres Festmahl!“

## Auszeichnungen
Shadow of the Vampire gewann in der Kategorie Bester Film folgende Preise:
- Prix Tournage
- Saturn Award
- Gran Angular Award
- International Fantasy Film Award
- President Award
- Golden Satellite Award
- Independent Spirit Award

- Willem Dafoe bekam den LAFCA Award und den Saturn Award, den Los Angeles Film Critics Association Award und Satellite Award als bester Nebendarsteller.
- Den Bram Stoker Award gewann Steven Katz für das beste Drehbuch.

Nominierungen:
- Oscar-Nominierung für das beste Make-up
- Willem Dafoe wurde als bester Nebendarsteller für den Oscar, den Golden Globe, den Screen Actors Guild Award, den Chlotrudis Award und den Online Film Critics Society Award nominiert.

Die Deutsche Film- und Medienbewertung FBW in Wiesbaden verlieh dem Film das Prädikat wertvoll.